# Jan Beirlant
Jan Beirlant (Brugge, 1956) is een Belgisch hoogleraar statistiek en sinds 1 augustus 2009 vice- of campusrector van de Kortrijkse universiteitscampus Kulak. Hij volgde in deze functie Piet Vanden Abeele op en werd zo de zesde campusrector van Kulak.

## Loopbaan
Jan Beirlant werd geboren in Brugge. Als hoogleraar aan de Katholieke Universiteit Leuven woonde hij geruime tijd in deze stad. In 1986 werd Beirlant vastbenoemd aan de Faculteit Wetenschappen aan het Departement Wiskunde. Hij is medestichter van de Belgische Vereniging voor Statistiek en was zes jaar decaan van de Faculteit Wetenschappen. Daarnaast was Beirlant ook voorzitter van het Academisch Vormingscentrum voor de Leraren.
In 2009 werd hij benoemd tot campusrector van de Kortrijkse Kulak onder rector Mark Waer. Bij de aanvang van dit ambt stelde hij dat hij wil voortbouwen op het werk van zijn voorganger, maar anderzijds verder wil inzetten op een internationalisering van de Kortrijkse campus en een nog intensere samenwerking met het middelbaar onderwijs. In 2013 besloot de nieuwe rector Rik Torfs een andere campusrector aan te stellen: Marc Depaepe. Beirlant kreeg binnen de Kulak een andere functie, namelijk van rectoraal adviseur. In die functie staat hij in voor de verdere ontwikkeling van het internationale netwerk en het contact met de nabije regio's van de campus.

## Publicaties
Beirlant heeft talrijke publicaties op zijn naam, in hoofdzaak artikels gedeeld met beroepsgenoten. Men vindt er de lijst van op
- Publicaties prof. Jan Beirlant.